# Wanna Be Startin' Somethin'
Singles de Michael Jackson
Beat It
(1983) Human Nature
(1983)
Pistes de Thriller
Baby Be Mine
(2)
Wanna Be Startin' Somethin' est une chanson de Michael Jackson. Elle sort en single le 8 mai 1983 sous le label Epic Records comme 4e chanson extraite de l'album Thriller. Le titre est écrit, composé par Michael Jackson et produit par Michael Jackson et Quincy Jones.
En plus de l'album Thriller, la chanson apparaît dans plusieurs compilations de Michael Jackson,. En 2008, une version remixée avec le chanteur Akon et intitulée Wanna Be Startin' Somethin' 2008 sort à l'occasion de la publication de l'album anniversaire Thriller 25.

## Genèse
Wanna Be Startin' Somethin' évoque des inconnus qui répandent des rumeurs pour déclencher une dispute sans raison valable. La chanson était initialement destinée à la sœur de Michael Jackson, La Toya, en réponse aux commentaires sur ses relations troublées avec ses sœurs. Michael Jackson l'enregistre finalement pour son album Thriller à l'automne 1982 à Los Angeles.
Wanna Be Startin' Somethin' est l'une des quatre chansons de l'album écrite et composée par Michael Jackson (avec The Girl Is Mine, Billie Jean et Beat It). Contrairement aux singles précédents extraits du disque, elle est accompagnée par un clip seulement diffusé en Australie. 

## Structure musicale
Wanna Be Startin' Somethin' possède une ligne rythmique funky dans la continuité des titres de Off the Wall (1979). La démo, Startin' Somethin', a d'ailleurs été imaginée pendant la période de cet album. L'arrangement rythmique de la chanson contient des patterns de batteries s'entrelaçant, tandis que l'arrangement des vents est précis et cuivré. Dans le morceau, on peut entendre un synthétiseur qui appuie les temps forts de chaque mesure avec des sol et des fa, ainsi qu'une ligne de basse omniprésente qui renforce l'impression funky. Ce qui a contribué à la célébrité du morceau est le phrasé « Mama see, mama saa, mama coo saa » du pont, venant du Mamasé Mamasa Mamakossa qu'il avait repris du morceau Soul Makossa de Manu Dibango, ce dernier gagnera son procès en plagiat.

## Sur scène
Wanna Be Startin' Somethin' est une chanson souvent interprétée sur scène, aussi bien par The Jacksons que par Michael en solo lors de ses tournées — elle est même une des plus jouées par l'artiste en concert : elle est ainsi la première chanson de la tournée Victory Tour et du Bad World Tour. Par la suite, elle est jouée lors du Dangerous World Tour et du HIStory World Tour et était également planifiée au début du spectacle This Is It.

## Crédits
- Écrit et composé par Michael Jackson
- Produit par Quincy Jones et Michael Jackson
- Voix de fond : Michael Jackson, Julia Waters, Maxine Waters, Oren Waters, James Ingram, Bunny Hull et Becky Lopez
- Rhodes et synthétiseurs par Greg Phillinganes
- Synthétiseurs par Michael Boddicker et Bill Wolfer
- Guitare par David Williams
- Basse par Louis Johnson
- Percussions par Paulinho da Costa
- Trompettes et flügelhorns par Jerry Hey et Gary Grant
- Saxophone et flûte par Larry Williams
- Trombone par Bill Reichenbach Jr
- Arrangements vocaux par Michael Jackson
- Arrangements rythmiques par Michael Jackson et Quincy Jones

## Liste des titres
- 45 tours (États-Unis)

1. Wanna Be Startin' Somethin' — 4:17
2. Wanna Be Startin' Somethin' (version instrumentale) — 6:30

- 45 tours (Europe)[5]

1. Wanna Be Startin' Somethin' — 4:17
2. Rock with You (version live avec les Jacksons) — 3:58

## Accueil

### Accueil critique
Wanna Be Startin' Somethin' est généralement bien appréciée des critiques[Lesquels ?].

### Accueil commercial
La chanson rencontre un succès commercial international, entrant dans le top 20 de plusieurs pays. 4e single extrait de Thriller, elle devient également le 4e à entrer dans le top 10 du Billboard Hot 100, se plaçant à la 5e place. Elle entre à nouveau dans les classements en 2008 à la suite de la sortie de Thriller 25. À la mort de Michael Jackson en 2009, elle entre à nouveau dans les classements musicaux.

## Classements
| Classement (1983)                      | Meilleure position |
| -------------------------------------- | ------------------ |
| Allemagne (Media Control AG)           | 16                 |
| Australie (Kent Music Report)          | 25                 |
| Belgique (Flandre Ultratop 50 Singles) | 3                  |
| Belgique (Flandre VRT Top 30)          | 2                  |
| Canada (50 Singles)                    | 1                  |
| Canada (Adult Contemporary)            | 7                  |
| Canada (CHUM)                          | 4                  |
| Espagne (AFYVE)                        | 14                 |
| États-Unis (Billboard Hot 100)         | 5                  |
| États-Unis (Cash Box)                  | 6                  |
| États-Unis (Hot Black Singles)         | 5                  |
| États-Unis (Hot Dance Club Play)       | 1                  |
| Irlande (IRMA)                         | 5                  |
| Nouvelle-Zélande (RMNZ)                | 35                 |
| Pays-Bas (Nederlandse Top 40)          | 1                  |
| Pays-Bas (Single Top 100)              | 3                  |
| Royaume-Uni (UK Singles Chart)         | 8                  |

| Classement (1983)              | Position |
| ------------------------------ | -------- |
| Belgique (Flandre Ultratop 50) | 11       |
| Canada (Top 100 Singles)       | 38       |
| États-Unis (Billboard Hot 100) | 68       |
| États-Unis (Cash Box)          | 51       |
| Pays-Bas (Nederlandse Top 40)  | 17       |
| Pays-Bas (Single Top 100)      | 23       |

| Classement (2008)            | Meilleure position |
| ---------------------------- | ------------------ |
| Danemark (Tracklisten)       | 22                 |
| Italie (FIMI)                | 14                 |
| Suisse (Schweizer Hitparade) | 30                 |

| Classement (2009)                     | Meilleure position |
| ------------------------------------- | ------------------ |
| Canada (Hot Canadian Digital Singles) | 52                 |
| États-Unis (Hot Digital Songs)        | 20                 |
| Pays-Bas (Single Top 100)             | 31                 |
| Royaume-Uni (UK Singles Chart)        | 57                 |
| Suisse (Schweizer Hitparade)          | 37                 |

## Controverse avec Manu Dibango
Le titre utilise un sample du morceau Soul Makossa de 1972 du compositeur camerounais Manu Dibango, à savoir le phrasé « Mama-se, mama-sa, mama-coo-sa »,. Cependant, Michael Jackson a repris celui-ci sans autorisation. Un accord financier à l'amiable sera scellé afin de mettre fin au désaccord.
En 2007, Rihanna reprend le même phrasé pour son titre Don't Stop The Music. En 2008, la nouvelle version de Wanna Be Startin' Somethin' avec Akon reprend ce phrasé. Estimant que l'accord ne portait pas sur des utilisations ultérieures, Manu Dibango attaque la même année Michael Jackson et Rihanna en justice. Sa demande est toutefois jugée irrecevable du fait d'un désistement antérieur. En effet, en 2007, juste avant la sortie du titre Don't Stop The Music, Manu Dibango avait déjà porté plainte mais il s’était désisté à la suite du jugement rendu qui l'autorisait seulement à réclamer la mention de son nom sur les pochettes du disque de Rihanna.

## Divers
- Dans la chanson, il est fait mention de Billie Jean : « Billie Jean is always talkin' / When nobody else is talkin' / Tellin' lies and rubbin' shoulders / So they called her mouth a motor [...] [35]»
- Sur le second CD de This Is It (2009), on peut entendre une version démo de la chanson.
- Camille a réalisé en 2011 une reprise très minimaliste du titre, avec une utilisation majeure de la voix.

## Wanna Be Startin' Somethin' 2008
Singles de Michael Jackson
The Girl Is Mine 2008
(2008) This Is It
(2009)
À l'occasion des 25 ans de Thriller sort l'album anniversaire Thriller 25. Michael Jackson réenregistre pour cet album une version remix de Wanna Be Startin' Somethin' avec le chanteur de R'n'B Akon, réorchestrée par Will.i.am des Black Eyed Peas. Wanna Be Startin' Somethin' 2008 sort comme second single de l'album et est le dernier single du vivant de Michael Jackson.
La chanson rencontre un succès commercial, atteignant le Top 10 dans six pays et le Top 20 dans plusieurs pays. La chanson rencontre moins de succès aux États-Unis, où elle atteint la 81e place du Billboard Hot 100. En Australie, le remix se classe à la 65e place dans le classement annuel des singles et sera certifié or par l'ARIA.

### Classements
| Classements (2008)                         | Meilleure position |
| ------------------------------------------ | ------------------ |
| Allemagne (Media Control AG)               | 63                 |
| Australie (ARIA)                           | 8                  |
| Belgique (Flandre Ultratip 100)            | 15                 |
| Belgique (Wallonie Ultratip 50)            | 15                 |
| Canada (Hot Canadian Digital Singles)      | 33                 |
| États-Unis (Billboard Hot 100)             | 81                 |
| États-Unis (Billboard Hot Dance Club Play) | 2                  |
| États-Unis (Billboard Hot Digital Songs)   | 47                 |
| États-Unis (Billboard Pop 100)             | 48                 |
| États-Unis (Pop 100 Airplay)               | 47                 |
| France (SNEP)                              | 10                 |
| Italie (FIMI)                              | 20                 |
| Nouvelle-Zélande (RMNZ)                    | 4                  |
| Royaume-Uni (UK Singles Chart)             | 69                 |
| Suède (Sverigetopplistan)                  | 3                  |

| Classement (2009) | Meilleure position |
| ----------------- | ------------------ |
| France (SNEP)     | 52                 |

| Classement (2010) | Meilleure position |
| ----------------- | ------------------ |
| France (SNEP)     | 98                 |